# Alexandre Camarasa
Alexandre Camarasa (Marseille, 1987. június 10. –) francia válogatott vízilabdázó, a CN Marseille játékosa.